# Tripogon humilis
Tripogon humilis là một loài thực vật có hoa trong họ Hòa thảo. Loài này được H.L.Yang miêu tả khoa học đầu tiên năm 1983.